# Šelechov
Šelechov (anche traslitterata come Šelehov, Šelekhov, Shelehov, Shelekhov) è una cittadina della Siberia sudorientale (Oblast' di Irkutsk), situata 20 km a sudovest del capoluogo Irkutsk, lungo il fiume Irkut; è il capoluogo amministrativo del distretto omonimo.
La cittadina venne fondata durante la costruzione di uno stabilimento per la lavorazione dell'alluminio, come insediamento operaio, ottenendo successivamente lo status di città nel 1962; il nome le venne assegnato in onore dell'esploratore Grigorij Ivanovič Šelichov, che esplorò la Siberia e l'estremo oriente russo nella seconda metà del XVIII secolo.

## Società

### Evoluzione demografica
Fonte: mojgorod.ru
- 1959: 13.000
- 1970: 29.900
- 1979: 40.600
- 1989: 47.700
- 2002: 47.520
- 2007: 48.700